# Julius Sturm
Pour les articles homonymes, voir Sturm.
Julius Carl Reinhold Sturm, ou Julius Karl Reinhold Sturm, pseudonyme Julius Stern (né le 21 juillet 1816 à Köstritz et mort le 2 mai 1896 à Leipzig) est un poète allemand du romantisme tardif. De plus, de 1856 à 1885, Sturm est le pasteur de Köstritz. Il écrit de nombreux poèmes et ouvrages en prose, qu'il publie dans une trentaine de livres. 

## Biographie
Julius Sturm étudie au lycée Rutheneum de Gera depuis 1829 et étudie la théologie à l'Université d'Iéna à partir de 1837. Au cours de ses études, il devient membre de la fraternité Iéna. En 1841, il commence une activité éducative à Heilbronn, où il devient l'éducateur du prince héréditaire Henri XIV Reuss branche cadette en 1844. Il travaille aussi au lycée de Meiningen. En 1844, il publie son premier livre Neue Märchen für die Jugend, alors sous le pseudonyme de Julius Stern. En 1851, il devient pasteur à Göschitz près de Schleiz et fin 1857 à Köstritz. En 1885, il est devient citoyen d'honneur de Köstritz. À l'occasion de sa retraite, il reçoit le titre de conseiller privé de l'Église en cette même année 1885. 
Son fils Heinrich Sturm (de) est maire de Chemnitz de 1908 jusqu'à sa mort en 1917. Son fils aîné, August Sturm (de), devient avocat professionnel et auteur de nombreux poèmes et autres ouvrages, et écrit une biographie de son père en 1916. 
Les textes de Sturm sont considérés comme religieux et sensibles.

## Œuvres
- Neue Märchen für die Jugend, 1844 (als Julius Stern)
- Gedichte, Leipzig 1850, 3. Auflage 1862, 6. Auflage 1891
- Fromme Lieder, Leipzig 1852, 4. Auflage 1862, 12. Auflage 1893
- Zwei Rosen oder das Hohelied der Liebe, Leipzig 1854, 2. Auflage 1892
- Das rote Buch, Märchensammlung, Leipzig 1855 (als Julius Stern)
- Neue Gedichte, Leipzig 1856, 2. Auflage 1880
- Neue fromme Lieder und Gedichte, Leipzig 1858, 4. Auflage 1891, 3. Teil 1892
- Für das Haus (Liedergabe), Leipzig 1862
- Israelitische Lieder, 1868, 3. Auflage, Halle 1881
- Von der Pilgerfahrt, 1868
- Lieder und Bilder, Leipzig 1870, 2 Teile, 2. Auflage 1892
- 1870. Kampf- und Siegesgedichte, Halle 1870
- Stille Andachtsstunden in frommen Liedern unsrer Tage, Anthologie (als Herausgeber), Leipzig 1870, 8. Auflage von Gerok 1903
- Spiegel der Zeit in Fabeln, Leipzig 1872
- Gott grüße dich, Leipzig 1876, 4. Auflage 1892
- Das Buch für meine Kinder, Leipzig 1877, 2. Auflage 1880
- Immergrün, neue Lieder, Leipzig 1879, 2. Auflage 1888; illustriert von Thumann, 2. Auflage, Leipzig 1899
- Aufwärts (neue religiöse Gedichte), Leipzig 1881
- Neue Fabeln, 5. Auflage, Leipzig 1881
- Märchen, Leipzig 1881, 2. Auflage 1887
- Israelitische Lieder, 1881
- Dem Herrn mein Lied (religiöse Gedichte), Bremen 1884
- Natur, Liebe, Vaterland (neue Gedichte), Leipzig 1884
- Bunte Blätter, Wittenberg 1885
- Palme und Krone (Lieder zur Erbauung), Bremen 1887
- Neue lyrische Gedichte, Bremen 1894
- In Freud und Leid (letzte Lieder), Leipzig 1896

Textes originaux
- Poèmes d'auteur
- Livres historiques pour enfants numérisés: contes de fées
- Livres historiques pour enfants numérisés: nouveau livre de fables
- Recueil de poèmes
- Heimatverein Bad Köstritz e.   V.
- La page des textes de chansons et de mensonges